# Lillyn Brown
Lillyn Brown, (Atlanta, 1885. április 24. – Manhattan, 1969. június 8.) amerikai vaudeville énekesnő, színésznő. Azt állította, hogy 1908-ban ő volt az első profi énekesnő, aki a nyilvánosság előtt énekelt bluest.

## Pályafutása
Afroamerikai anya és francia apa gyermekeként született. Világos bőrű volt; néhány fekete barátja azt mondta, hogy nem tudták, hogy néger, amíg el nem mondta nekik.
Először 1894-ben lépett fel az „Indian Princess” szerepében egy teljesen fehér női vonószenekarral. 1896-ban már férfi utánzóként lépett fel énekes előadásokban. Gyakran E. L. Brown-ként emlegettek, hogy elfedjék nemét. Kidolgozott egy olyan előadást, amelyben cilindert és frakkot viselt, több dalt férfiként énekelt, majd felfedte hosszú haját, és nőként folytatta az éneklést. Azt állította, hogy ő volt az első profi énekesnő, aki nyilvános bluest énekelt közönség előtt a chicagói Little Strand Színházban, 1908-ban.
1918-ban Esther Bigeou-t váltotta a népszerű New York-i Broadway Rastus című zenés vígjáték női sztárjaként. Első lemeze 1921. márciusában készült, néhány hónappal Mamie Smith bluesfelvételei után. Brown az Emerson Recordsnál készített felvételeket, a Jazz-Bo Syncopators zenekarral, amelynek tagjai Ed Cox (kornett), Bud Aiken és  Herb Flemming (harsona), Garvin Bushell (klarinét), Johnny Mullins (hegedű) és Lutice Perkins (dob) voltak. Négy számot vettek fel: „Ever Lovin' Blues”, „If That's What You Want Here It Is”, „The Jazz Me Blues” és „Bad-Land Blues”. Ezeket a számokat később más lemezkiadók más címekkel adták ki.
Brown fellépett a Broadway-en, turnézott Európában, és Harlem számos jelentős éjszakai klubjában, valamint egy varietészínházában lépett fel. 1934-ben bejelentette visszavonulását, de 1938-ban feltűnt a „Sing Out the News” című Broadway-előadásban. 1949-ben Marc Blitzstein „Regina” című darbjában is szerepelt a New Yorkban. 1952-ben a „Kiss Me, Kate!”, (Csókolj meg, Katám!) újraélesztésében szerepelt a Broadwayn.
Az 1950-es években színész- és énekiskolát vezetett Manhattanben, és a harlemi Jarahal Zeneiskolában tanított. Emellett darabokat írt, adott elő és rendezett az Abesszin Baptista Egyház számára, és aktív tagja volt az African American Actors Guild-nek. Utolsó nyilvános fellépése egy Mamie Smith emlékkoncerten volt 1964-ben.
Brown 1969-ben, 84 éves korában hunyt el.

## Broadway
- Sing Out the News (1938)
- Regina (1949)
- Kiss Me, Kate!, (Csókolj meg, Katám!, 1952)

## Fordítás
- Ez a szócikk részben vagy egészben  a   Lillyn Brown című angol Wikipédia-szócikk ezen változatának fordításán alapul.  Az eredeti cikk szerkesztőit annak laptörténete sorolja fel. Ez a jelzés csupán a megfogalmazás eredetét és a szerzői jogokat jelzi, nem szolgál a cikkben szereplő információk forrásmegjelöléseként.